# Flesh-N-Bone
Stanley Howse, conocido como Flesh-N-Bone, es un rapero estadounidense nacido en 1975 en Cleveland, Ohio. Es miembro del grupo Bone Thugs-N-Harmony. Es el hermano mayor de Layzie Bone y primo de Wish Bone.
En 2000, comenzó una condena de cárcel de 11 años por amenazar a un amigo, con un AK-47. Sin embargo, en el año 2008 fue puesto en libertad condicional.
Recientemente, se ha convertido al Islam.

## Discografía
- T.H.U.G.S. (Trues Humbly United Gatherin' Souls) (1996)
- From Cleveland 2 Cali (1999)
- 5th Dog Let Loose (2000)
- "Blaze of Glory" (2010)